# Benjamin Gess
Benjamin Gess (* 11. September 1983 in Werther (Westf.)) ist ein deutscher Mathematiker. Er ist Professor an der TU Berlin und Forschungsgruppenleiter am Max-Planck-Institut für Mathematik in den Naturwissenschaften in Leipzig.

## Biographie
Gess studierte Mathematik und Informatik an der Universität Bonn. Seinen Master in Mathematik erlangte er 2008 an der Warwick University. Promoviert wurde er im Jahr 2011 bei Michael Röckner an der Universität Bielefeld (Stochastic Flows induced by Stochastic Partial Differential Equations) im Rahmen des Internationalen Graduiertenkollegs 1132. Anschließend arbeitete er zwei Jahre lang als Postdoc an der TU Berlin und der HU Berlin und ging danach für weitere zwei Jahre mit einem Forschungsstipendium der DFG an die University of Chicago. 2015 erhielt er den Zuschlag für eine Max-Planck-Forschungsgruppe, die er am Max-Planck-Institut für Mathematik in den Naturwissenschaften in Leipzig ansiedelte und seitdem leitet. Parallel arbeitete er zunächst als Akademischer Rat und dann als Professor a. Z. an der Universität Bielefeld. 2019 wurde er zum ordentlichen Professor an der Universität Bielefeld ernannt. Seit 2024 ist er Lehrstuhlinhaber an der TU Berlin.
Gess befasst sich mit stochastischen partiellen Differentialgleichungen (SPDG), nichtlinearen partiellen Differentialgleichungen, stochastischer Dynamik, interagierenden Teilchensystemen, maschinellem Lernen, der Theorie großer Abweichungen sowie Strömungsdynamik. Sein Forschungsschwerpunkt liegt dabei auf konservativen SPDG.
Im Jahr 2023 gewann er einen ERC Consolidator Grant, in dessen Rahmen er Fluktuationen im Kontinuierlichen und konservative stochastische partielle Differentialgleichungen untersucht. Seit 2017 ist er Projektleiter im Sonderforschungsbereich 1283 und seit 2021 beteiligter Wissenschaftler am Internationalen Graduiertenkolleg 2235. 2025 wurde Gess zum Mitglied der Akademie der Wissenschaften und der Literatur Mainz gewählt.

## Publikationen (Auswahl)
- mit Benjamin Fehrman: Non-equilibrium large deviations and parabolic-hyperbolic PDE with irregular drift. Invent. math. (2023). doi: 10.1007/s00222-023-01207-3
- Optimal regularity for the porous medium equation. J. Eur. Math. Soc. 23(2) (2021), 425–465. doi: 10.4171/JEMS/1014
- mit Jonas Sauer und Eitan Tadmor: Optimal regularity in time and space for the porous medium equation. Anal. PDE 13(8) (2020), 2441–2480. doi: 10.2140/apde.2020.13.2441
- mit Panagiotis E. Souganidis: Long-time behavior, invariant measures, and regularizing effects for stochastic scalar conservation laws. Commun. Pure Appl. Math. 70(8) (2017), 1562–1597. doi: 10.1002/cpa.21646